# Rampement
Ne doit pas être confondu avec Reptation ou Patinement.
| Rampement d'une courroie plate sur une poulie. 1. Brin tendu 2. Brin mou La variation d'épaisseur avec la tension n'est pas représentée. |

Le rampement est un phénomène de glissement localisé se produisant dans les transmissions par courroies lisses (dite courroies asynchrones).

## Description
La courroie a un brin mou et un brin tendu. Du fait de la loi de l'élasticité, le brin tendu est allongé par rapport au brin mou. Au niveau d'une poulie, il y a donc un gradient de déformation.
Les courroies ayant une faible raideur, la différence d'allongement entre les brins n'est pas négligeable. Il se produit donc des glissements localisés, mais qui ne correspondent pas à un patinement : ce n'est pas un glissement global de la courroie. C'est ce phénomène qui est appelé rampement, par analogie au mouvement du lombric qui se fait par contraction et relâchement de certaines zones de son corps. Un phénomène similaire survient avec les roues et rails de chemin de fer.
Les courroies crantées (dites synchrones) ont également une variation d'allongement, mais comme cela n'a pas d'impact sur leur fonctionnement, on n'en tient en général pas compte.

## Étude quasi statique

Équilibre d'une portion de courroie sous l'effet des actions extérieures.

Considérons une portion de courroie sur une poulie. Nous supposons que nous sommes en conditions quasi statiques, c'est-à-dire que :
- nous sommes en régime permanent, la vitesse de rotation est constante ;
- nous négligeons les effets dynamiques, en particulier la force centrifuge.

Nous négligeons également l'effet du poids devant celui des autres actions mécaniques.
La portion de courroie est donc à l'équilibre sous l'effet de trois actions mécaniques :
- {\displaystyle {\vec {\mathrm {T} }}_{1}}, l'action de la partie de la courroie côté brin tendu ;
- {\displaystyle {\vec {\mathrm {T} }}_{2}}, l'action de la partie de la courroie côté brin mou ;
- {\displaystyle {\vec {\mathrm {R} }}}, l'action de poulie.

L'action de la poulie peut se décomposer en deux parties :
- une composante normale à la surface de contact, Rn, la poulie « supportant » la courroie ;
- une composante tangentielle, Rt, correspondant à l'adhérence.

S'il s'agit de la poulie motrice, cette composant tangentielle correspond au couple moteur ; s'il s'agit de la poulie menée, cette composant tangentielle correspond au couple résistant.
Cette composante tangentielle implique que l'on ait
T1 > T2 (en norme).
Il y a donc un gradient de tension le long de la poulie.
Par ailleurs, nous pouvons séparer les actions en deux couples de forces :
- un couple {\displaystyle ({\vec {\mathrm {T} }}_{2},-{\vec {\mathrm {T} }}_{2})} qui crée de la traction ;
- un couple {\displaystyle ({\vec {\mathrm {R} }},{\vec {\mathrm {T} }}_{2}+{\vec {\mathrm {T} }}_{1})} qui crée du cisaillement, effet que nous négligeons ici.

Le gradient de tension se traduit donc bien par un gradient d'allongement, selon la loi de Hooke.

## Conséquence
Effectuons un « bilan matière », un « bilan de masse » : en régime permanent, pendant une durée donnée, la quantité de matière qui rentre sur la poulie est  égale à la quantité de matière qui quitte la poulie. Ceci assure que la courroie conserve sa longueur totale. par rapport au premier dessin, lorsqu'un segment de courroie — partie située entre deux traits de repère — entre dans la poulie, un segment sort. On voit donc que la vitesse linéaire du brin tendu est supérieure à celle du brin mou. La vitesse circonférentielle de la poulie est nécessairement entre ces deux vitesses, puisqu'il n'y a pas de glissement global.
Plus précisément : si la vitesse circonférentielle de la poulie est égale à la vitesse la plus faible, celle du brin mou, alors la courroie rampe « en avançant », puisque toute la courroie engagée va plus vite que la roue. Si la roue tourne plus lentement, c'est qu'il y a perte d'adhérence ; la courroie allant plus vite que la poulie, c'est donc que la poulie est menée par la courroie.
Si la vitesse circonférentielle de la poulie est égale à la vitesse la plus élevée, celle du brin tendu, alors la courroie rampe « en reculant », puisque toute la courroie engagée va moins vite que la roue. Si la roue tourne plus vite, c'est qu'il y a perte d'adhérence ; la roue allant plus vite que la poulie, c'est donc que la poulie est motrice.
Donc, à la limite d'adhérence :
- la poulie motrice va à la vitesse du brin tendu ;
- la poulie menée va à la vitesse du brin mou ;

donc la poulie menée tourne à une vitesse angulaire inférieure à celle donnée par le rapport des diamètres :
{\displaystyle \omega _{\text{menée}}<\omega _{\text{moteur}}\times {\frac {\mathrm {D} _{\text{moteur}}}{\mathrm {D} _{\text{menée}}}}}.
C'est cette différence de vitesse des poulies qui justifie le qualificatif « asynchrone ».
Si l'on n'est pas à la limite d'adhérence, la situation est similaire, mais moins marquée. Et, les poulies n'étant pas nécessairement faites du même matériau et n'étant pas dans les mêmes conditions de température (ni de lubrification, une poulie pouvant être humide ou polluée par de la graisse ou de l'huile), on peut n'avoir qu'une seule poulie en limite d'adhérence sur les deux. Quoi qu'il en soit, pour chaque poulie, la courroie rampe en avançant sur une partie de la poulie, et en reculant sur l'autre partie.